# ریوفردو
ریوفردو (به ایتالیایی: Riofreddo) یک منطقهٔ مسکونی در ایتالیا است که در استان رم واقع شده‌است.

## خصوصیات
ریوفردو ۱۲٫۵ کیلومترمربع مساحت و ۸۶۸ نفر جمعیت دارد و ۷۰۵ متر بالاتر از سطح دریا واقع شده‌است.

## خواهرخوانده
شهر Domokos خواهرخواندهٔ ریوفردو هست.